# Black Sea Cycling Tour
Ne doit pas être confondu avec Tour de la mer Noire.
Le Black Sea Cycling Tour est une course par étapes bulgare créée en 2015 et disputée au mois de septembre. La course fait partie du calendrier de l'UCI Europe Tour en catégorie 1.2.

## Palmarès
| Année | Vainqueur    | Deuxième           | Troisième       |
| ----- | ------------ | ------------------ | --------------- |
| 2015  | Vitaliy Buts | Zhandos Bizhigitov | Nikola Kozomara |